# Koczarki
Koczarki (niem. Kotzargen, od 1929 Eichhöhe) – wieś mazurska w Polsce położona w województwie warmińsko-mazurskim, w powiecie kętrzyńskim, w gminie Kętrzyn. W latach 1975–1998 miejscowość administracyjnie należała do województwa olsztyńskiego.
We wsi działa Stowarzyszenie Rozwoju Wsi Koczarki. Na terenie wsi działalność duszpasterską prowadzą następujące kościoły: Kościół Rzymskokatolicki, Kościół Ewangelicko-Augsburski.

## Historia wsi
Data założenia wsi nie jest znana. W XVII i XVIII w. gospodarzyła tu szlachecka rodzina Sojacińskich-Sujatów należąca do arian, czyli do braci polskich osiadłych w Prusach. Do Koczarek arianie dotarli za pośrednictwem Siedmiogrodu – wskazują na to genealogie niektórych miejscowych Mazurów (piśmienni byli od XVII w.) 16 czerwca 1929 roku ówczesna niemiecka władza Prus Wschodnich dokonała zmiany historycznej nazwy Kotzargen na Eichhöhe.
Przed II wojną światową Koczarki znajdowały się na terenie powiatu mrągowskiego. Obok majątku ziemskiego, na którego terenie znajduje się dwór wybudowany w połowie XIX w., w Koczarkach funkcjonowały także gospodarstwa chłopskie. Majątek ziemski po 1945 użytkowany był jako PGR.

## Obóz jeniecki w Koczarkach
W Koczarkach znajdował się podobóz Stalagu I-A w Stabławkach. W czasie II wojny światowej przetrzymywani byli tu jeńcy i robotnicy przymusowi zatrudniani głównie przy kopaniu rowów przeciwpancernych. Warunki życia w tym obozie opisane zostały we wspomnieniach Kazimierza Miączyńskiego, zamieszczonych w publikacji Ze znakiem "P" relacje i wspomnienia z robót przymusowych w Prusach Wschodnich w latach II wojny światowej (Olsztyn 1985 r.). Jak wynika ze wspomnień Miączyńskiego, do Koczarek trafił w 1944, gdy na terenie Prus rozpoczęto akcję budowy okopów. Autor wspomnień podaje, że w Koczarkach zakwaterowanych było ok. 3000 ludzi, którzy spali m.in. w stodole i oborze. Pracowali w grupach po 50 osób, podzielonych jeszcze na podgrupy po 10 osób. Praca przy kopaniu okopów trwała 12 godzin. Dzienne wyżywienie stanowiła zupa z brukwi na obiad i kolację oraz jeden chleb na cztery osoby i 42 gramy margaryny na osobę. W czasie funkcjonowania obozu w Koczarkach zmarło 13 robotników przymusowych, którzy pochowani zostali na miejscowym cmentarzu. Barak z czerwonej cegły, który służył jako stołówka, kuchnia i magazyn żywności od 1945 do 1965 był wykorzystywany jako sezonowe przedszkole.

## Koczarki od połowyXX w.
Przed przejęciem PGR przez AWRSP Zakład Koczarki wchodził w skład PGR Nakomiady. PGR Koczarki miał powierzchnię 800 ha użytków rolnych i utrzymywano tam 120 krów dojnych.
Po 1945 w Koczarkach zmniejszyła się liczba gospodarstw chłopskich. Znaczna część Mazurów, w wyniku różnego rodzaju nacisków wyjechała do Niemiec. Miejscowa ludność zawsze zachowywała postawę zrozumienia i tolerancji. W czasach PRL przed 1975, gdy potrzebny był cement na remont katolickiego kościoła św. Jerzego w Kętrzynie (towar ten był na przydziały, Kościół Katolicki był z nich wyłączony), przydział cementu potrzebnego na remont św. Jerzego pod pretekstem remontu własnych budynków gospodarczych wziął na siebie ewangelik August Roszig.
8 lipca 2001 otworzono tu kaplicę przynależną do Parafii Ewangelicko-Augsburskiej w Kętrzynie. W uroczystości otwarcia kaplicy uczestniczył biskup diecezji mazurskiej Rudolf Bażanowski.
W Koczarkach jest czynny cmentarz ewangelicki. We wsi znajduje się budynek dawnej szkoły wybudowanej przed 1945, a użytkowanej także po II wojnie światowej. Obecnie dzieci z Koczarek dowożone są do Szkoły Podstawowej w Nakomiadach i do Gimnazjum Gminnego w Karolewie.

## Demografia
- W 1910 było tu 337 mieszkańców, w tym 63 w majątku.
- W 2000 było tu 271 mieszkańców.